# Radiogrammitis tuberculata
Radiogrammitis tuberculata är en stensöteväxtart som först beskrevs av Barbara S. Parris, och fick sitt nu gällande namn av Barbara S. Parris. Radiogrammitis tuberculata ingår i släktet Radiogrammitis och familjen Polypodiaceae. Inga underarter finns listade.